# Owen Finlay Maclaren
Pour les articles homonymes, voir MacLaren.
Owen Finlay Maclaren, né le 26 mai 1906 à Saffron Walden dans l'Essex et mort le 13 avril 1978, est un inventeur anglais de la poussette-canne. Son invention est dérivée du train d'atterrissage du Supermarine Spitfire qu'il développa lors de la Seconde Guerre mondiale.
Il a fondé en 1967 l'entreprise Maclaren, qui produit et vend des poussettes-canne.